# Metroid Prime Hunters
Metroid Prime Hunters è uno sparatutto pieno di azione in cui i giocatori impersonano uno di 7 cacciatori di taglie intergalattici. Ci sono due modalità di gioco: la modalità Avventura e quella Più Giocatori. La modalità Avventura è una miscela di azione, esplorazione e rompicapo con protagonista la famosissima eroina Samus Aran.
Nella modalità Più Giocatori, fino a 4 giocatori possono collegarsi con il proprio Nintendo DS senza fili e affrontare altri cacciatori di taglie usando le proprie armi e abilità uniche per sconfiggere gli avversari.
Il gioco è compatibile con la Nintendo Wi-Fi Connection.
Cronologicamente è situato tra Metroid Prime e Metroid Prime 2: Echoes

## Trama
Alla Federazione Galattica giunge un messaggio "telepatico", apparentemente da una civiltà antica ormai estinta. Il punto d'origine del messaggio viene localizzato: il Sistema Alimbico, un tempo abitato dalla specie estinta degli Alimbi, civiltà molto evoluta per i suoi tempi. Lo stesso messaggio, però, è giunto anche a sei cacciatori di taglie provenienti da altri pianeti, i quali si vogliono impadronire del potere supremo citato nel messaggio. Per impedire ciò, la Federazione manda Samus Aran nel Sistema Alimbico per indagare.
Durante il viaggio sui selvaggi pianeti e satelliti della galassia (Archivi Stellari, Alinos, Vesper e Arcoterra), Samus incontrerà i sei cacciatori di taglie con cui si dovrà scontrare al fine di raggiungere per prima gli otto Ottoliti, oggetti fondamentali per attivare un cannone accennato nei messaggi telepatici degli Alimbi. Il cannone sparerà nello spazio un raggio che aprirà uno squarcio dimensionale per l'Oblitus, dove è sigillato il mostruoso Gorea, una micidiale e terribile creatura capace di assumere varie forme, rendendosi così invulnerabile ad ogni tipo di attacco. Samus, recandosi qui, capirà che fu Gorea la causa della scomparsa degli Alimbi e che l'unica soluzione fosse imprigionarlo: il messaggio giunto alla Federazione Galattica, dunque, era solo un tranello di Gorea affinché qualcuno avido di potere lo liberasse, come i sei cacciatori che verranno gravemente feriti dal mostro, ma che alla fine riusciranno a fuggire a bordo delle loro navette. Samus, però, alla fine avrà la meglio sul mostro grazie all'ultimo artefatto lasciato dagli Alimbi, il Cannone Omega.

## Modalità di gioco
Metroid Prime Hunters utilizza lo stesso gameplay degli altri capitoli di Metroid Prime. Oltre al raggio standard e ai missili, Samus avrà a disposizione 6 tipi di raggi diversi.